# 57th & 9th
57th & 9th è il dodicesimo album in studio da solista del cantautore britannico Sting, pubblicato nel 2016 che arriva in seconda posizione in Polonia, in terza in Svizzera e Germania, in quarta in Vallonia, in quinta in Francia, in sesta in Austria, Svezia ed Italia, in settima nei Paesi Bassi e Portogallo, in ottava nelle Fiandre ed in nona in Australia e nella Billboard 200.

## Tracce
1. I Can't Stop Thinking About You – 3:30 (Sting)
2. 50,000 – 4:17 (Sting, Dominic Miller, Lyle Workman, Josh Freese)
3. Down, Down, Down – 3:48 (Sting, Miller, Vinnie Colaiuta)
4. One Fine Day – 3:14 (Sting, Miller, Workman, Freese)
5. Pretty Young Soldier – 3:06 (Sting, Miller, Workman, Freese)
6. Petrol Head – 3:32 (Sting, Miller, Workman, Freese)
7. Heading South on the Great North Road – 3:18 (Sting)
8. If You Can't Love Me – 4:34 (Sting, Miller, Colaiuta)
9. Inshallah – 4:56 (Sting)
10. The Empty Chair – 2:49 (Sting, J. Ralph)

Tracce bonus nell'edizione deluxe
1. I Can't Stop Thinking About You (LA version) – 3:38
2. Inshallah (Berlin sessions version) – 4:58
3. Next to You (with The Last Bandoleros) (live at Rockwood Music Hall) – 2:54

## Formazione
- Sting - voce, basso (eccetto tracce 7, 10), chitarra (tracce 7, 9-10), pianoforte (traccia 4), percussioni (traccia 9)
- Vinnie Colaiuta - batteria (tracce 1, 3, 8-9)
- Josh Freese - batteria (tracce 2, 4-6)
- Dominic Miller - chitarra (eccetto traccia 10), shaker (traccia 9)
- Lyle Workman - chitarra (tracce 2, 4-6)
- Jerry Fuentes - chitarra (traccia 10)
- Martin Kierszenbaum - pianoforte (traccia 4), organo (tracce 1-5, 8), mellotron (traccia 5), tastiere (traccia 9)
- Rob Mathes - pianoforte (traccia 8)
- Rhani Krija - percussioni (tracce 1, 3, 8-9)
- The Last Bandoleros - cori (traccia 1)